# Петровский замок
«Петровский замок» — российский любительский футбольный клуб из Москвы, основанный в 1996 году.
Привлекал внимание тем, что зачастую играл в соревнованиях взрослых команд фактически детьми, в неполном составе и, как следствие, терпел сверхкрупные поражения во многих матчах.

## История
В 1996 году руководителями московской телекомпании «Петровский замок» был создан футбольный клуб, основной целью которого было заявлено воспитание 15—17-летних игроков из московских и подмосковных спортивных школ, которые не имели прямого выхода на команды мастеров. Основу составили игроки бывшего дубля московского «Асмарала» — команды «Асмарал»-д. По словам президента клуба Дмитрия Журавлева, в то время спонсорами были «Адидас» и «Святой источник».
Главный тренер с самого начала — Сергей Сергеевич Фонарёв.
В 1996—1998 годах «Петровский замок» играл в зонах «Центр», «Москва» и «Золотое кольцо» КФК. Всего в 70 матчах команда забила 44 мяча и пропустила 317.
В сезоне 2000 в зоне «Северо-Запад» в 20 матчах команда, забив 9 голов, пропустила 148.
В 2003 году в предварительном раунде зоны «Золотое кольцо» разность мячей в шести играх была 0 — 34.
Наиболее запомнившимся выступлением стал сезон 2004 года ЛФЛ. В зоне «Северо-Запад» «Петровский замок» сыграл 18 матчей, в которых забил один гол и пропустил 331. Результат 4 тура против петербургского «Локомотива» 0:23 заявлялся как новый рекорд результативности всех лиг чемпионатов России. Многие игры команда проводила в неполном составе, на поле могли выходить 13-летние игроки. Команде «Дискавери» «Петровский замок» проиграл со счётом 0:26, а СДЮШОР «Зенит» — 0:29. В матче против «Авангарда» (0:20) лучшим бомбардиром у соперников стал запасной вратарь Виноградов, забивший четыре гола. По 14 голов в одном матче в ворота «Петровского замка» забивали Вячеслав Чабров (ФК «Приозерск») и Николай Монахов («Авангард»). Ответные матчи команда проводила на полях соперников.
Позже команда стала играть в чемпионате Владимирской области, «одалживая», при необходимости, игроков у своих соперников. Практику игр с 13-летними детьми Фонарёв стал характеризовать как нелепую и смешную, заявляя, что ему за неё стыдно.
По словам руководителя Владимирской федерации футбола Николая Захарова, «Петровский замок» играл в чемпионате Владимирской области по причине небольших взносов — 20 тысяч рублей в год, но клуб не выплачивал и эту сумму. По этой причине и из-за нехватки футболистов команде часто засчитывались поражения, а выездные игры являлись по факту товарищескими.
В 2017 году «Петровский замок» играл в чемпионате Венёвского района Тульской области. Среди результатов команды — поражения 0:33 от ФК «Кашира» и 0:28 от «BRB». Так как «Петровский замок» все матчи первого круга проиграл с общим счётом 8:139, то команда была переведена в статус тренировочной, а результаты засчитывались только соперникам; позже было принято решение не засчитывать на личный счёт голы, забитые в ворота «Петровского замка». Всего в 20 играх команда забила 27 мячей и пропустила 263.
Среди футболистов, выступавших за «Петровский замок», такие игроки как Динияр Билялетдинов, Артём Ребров, Анатолий Булгаков. Играли футболисты из Африки, Бразилии.
В 2010—2013 годах команда принимала участие в «Турнире дворовых команд», организованном газетой «Спорт-Экспресс».

## История выступлений
Футбол 11×11. Раздел, возможно, неполный.
| Год  | Соревнование                                 | Место                                                                   | И                                                                       | В                                                                       | Н                                                                       | П                                                                       | ЗМ                                                                      | ПМ                                                                      | РМ                                                                      | О                                                                       | прим.                                                                   |
| ---- | -------------------------------------------- | ----------------------------------------------------------------------- | ----------------------------------------------------------------------- | ----------------------------------------------------------------------- | ----------------------------------------------------------------------- | ----------------------------------------------------------------------- | ----------------------------------------------------------------------- | ----------------------------------------------------------------------- | ----------------------------------------------------------------------- | ----------------------------------------------------------------------- | ----------------------------------------------------------------------- |
| 1996 | Первенство КФК, «Центр», гр. «Подмосковье-А» | 12 / 12                                                                 | 22                                                                      | 0                                                                       | 0                                                                       | 22                                                                      | 22                                                                      | 90                                                                      | -68                                                                     | 0                                                                       |                                                                         |
| 1997 | Первенство КФК, «Москва»                     | 16 / 16                                                                 | 30                                                                      | 1                                                                       | 3                                                                       | 26                                                                      | 17                                                                      | 125                                                                     | -108                                                                    | 6                                                                       |                                                                         |
| 1998 | Первенство КФК, «Золотое кольцо»             | 10 / 10                                                                 | 18                                                                      | 0                                                                       | 0                                                                       | 18                                                                      | 5                                                                       | 102                                                                     | -97                                                                     | 0                                                                       |                                                                         |
| 2000 | Первенство КФК, «Северо-Запад»               | 11 / 11                                                                 | 20                                                                      | 0                                                                       | 0                                                                       | 20                                                                      | 9                                                                       | 148                                                                     | -139                                                                    | 0                                                                       |                                                                         |
| 2000 | Кубок МРО «Северо-Запад»                     | 3 / 3 (1/4, груп.)                                                      | 2                                                                       | 0                                                                       | 0                                                                       | 2                                                                       | 0                                                                       | 7                                                                       | -7                                                                      | 0                                                                       |                                                                         |
| 2001 | Чемпионат Москвы, гр. «А»                    | 7 / 8                                                                   | 14                                                                      | 1                                                                       | 1                                                                       | 12                                                                      | 12                                                                      | 75                                                                      | -63                                                                     | 4                                                                       |                                                                         |
| 2002 | Первенство КФК, «Центр», гр. «Подмосковье-Б» | 16 / 16                                                                 | 30                                                                      | 1                                                                       | 0                                                                       | 29                                                                      | 6                                                                       | 238                                                                     | -232                                                                    | 3                                                                       |                                                                         |
| 2003 | Чемпионат Москвы, гр. «А»                    | 9 / 10                                                                  | 18                                                                      | 3                                                                       | 2                                                                       | 13                                                                      | 31                                                                      | 91                                                                      | -60                                                                     | 11                                                                      |                                                                         |
| 2003 | Кубок МРО «Золотое кольцо»                   | 4 / 4 (предв. раунд)                                                    | 6                                                                       | 0                                                                       | 0                                                                       | 6                                                                       | 0                                                                       | 34                                                                      | -34                                                                     | 0                                                                       | во 2-м круге — 3 технических поражения по 0:3;                          |
| 2004 | Первенство ЛФЛ, «Северо-Запад»               | 10 / 10                                                                 | 18                                                                      | 0                                                                       | 0                                                                       | 18                                                                      | 1                                                                       | 331                                                                     | -330                                                                    | 0                                                                       |                                                                         |
| 2005 | Чемпионат Москвы                             | снят после 1-го тура («Фили» — 0:5)                                     | снят после 1-го тура («Фили» — 0:5)                                     | снят после 1-го тура («Фили» — 0:5)                                     | снят после 1-го тура («Фили» — 0:5)                                     | снят после 1-го тура («Фили» — 0:5)                                     | снят после 1-го тура («Фили» — 0:5)                                     | снят после 1-го тура («Фили» — 0:5)                                     | снят после 1-го тура («Фили» — 0:5)                                     | снят после 1-го тура («Фили» — 0:5)                                     |                                                                         |
| 2006 | Перв. Владимирской обл., 2 группа            | 5 / 8                                                                   | 14                                                                      | 4                                                                       | 2                                                                       | 8                                                                       | 24                                                                      | 39                                                                      | -15                                                                     | 49                                                                      |                                                                         |
| 2007 | Перв. Владимирской обл., 2 группа            | / 9                                                                     | 16                                                                      | 10                                                                      | 1                                                                       | 5                                                                       | 27                                                                      | 38                                                                      | -11                                                                     | 25                                                                      |                                                                         |
| 2008 | Перв. Владимирской обл., 2 группа            | 9 / 9                                                                   | 16                                                                      | 0                                                                       | 1                                                                       | 15                                                                      | 9                                                                       | 105                                                                     | -96                                                                     | 17                                                                      |                                                                         |
| 2009 | Чемп. Владимирской обл., гр. «Б»             | 8 / 9                                                                   | 16                                                                      | 1                                                                       | 1                                                                       | 14                                                                      | 13                                                                      | 125                                                                     | -112                                                                    | 19                                                                      |                                                                         |
| 2010 | Перв. Владимирской обл., зона «А»            | 10 / 10                                                                 | 18                                                                      | 3                                                                       | 1                                                                       | 14                                                                      | 26                                                                      | 40                                                                      | -14                                                                     | 25                                                                      |                                                                         |
| 2011 | Перв. Владимирской обл., гр. «2-Б»           | 8 / 8                                                                   | 14                                                                      | 0                                                                       | 1                                                                       | 13                                                                      | 11                                                                      | 100                                                                     | -89                                                                     | 14                                                                      |                                                                         |
| 2017 | Чемпионат Венёвского района                  | 11 / 11                                                                 | 20                                                                      | 0                                                                       | 0                                                                       | 20                                                                      | 27                                                                      | 263                                                                     | -236                                                                    | -3                                                                      |                                                                         |
| 2021 | Первенство г. о. Коломна (первая лига)       | 7 / 8                                                                   | 14                                                                      | 2                                                                       | 0                                                                       | 12                                                                      | 21                                                                      | 157                                                                     | -136                                                                    | 6                                                                       | 2 технические победы по 3:0;                                            |
| 2022 | Первенство г. о. Люберцы                     | Было заявлено об участии клуба, но информации о сыгранных им матчей нет | Было заявлено об участии клуба, но информации о сыгранных им матчей нет | Было заявлено об участии клуба, но информации о сыгранных им матчей нет | Было заявлено об участии клуба, но информации о сыгранных им матчей нет | Было заявлено об участии клуба, но информации о сыгранных им матчей нет | Было заявлено об участии клуба, но информации о сыгранных им матчей нет | Было заявлено об участии клуба, но информации о сыгранных им матчей нет | Было заявлено об участии клуба, но информации о сыгранных им матчей нет | Было заявлено об участии клуба, но информации о сыгранных им матчей нет | Было заявлено об участии клуба, но информации о сыгранных им матчей нет |

В чемпионате Владимирской области очки начислялись по следующей системе: за победу — 3 очка, за ничью — 2, поражение — 1, неявку — 0.